# Lista hrabstw w stanie Oregon
Lista hrabstw w stanie Oregon obejmuje 36 jednostek administracyjnych.
| Nazwa      | kod FIPS | Siedziba      | Powierzchnia całkowita (km²) | Populacja (2009) | Data powstania | Położenie na mapie |
| ---------- | -------- | ------------- | ---------------------------- | ---------------- | -------------- | ------------------ |
| Baker      | 41001    | Baker City    | 7999                         | 16 082           | 1862           |                    |
| Benton     | 41003    | Corvallis     | 1758,52                      | 82 605           | 1847           |                    |
| Clackamas  | 41005    | Oregon City   | 4866,61                      | 386 143          | 1843           |                    |
| Clatsop    | 41007    | Astoria       | 2809,49                      | 37 243           | 1844           |                    |
| Columbia   | 41009    | St. Helens    | 1782,77                      | 49 592           | 1854           |                    |
| Coos       | 41011    | Coquille      | 4678,5                       | 62 795           | 1853           |                    |
| Crook      | 41013    | Prineville    | 7737,36                      | 22 566           | 1882           |                    |
| Curry      | 41015    | Gold Beach    | 5150,37                      | 21 148           | 1855           |                    |
| Deschutes  | 41017    | Bend          | 7911,82                      | 158 629          | 1916           |                    |
| Douglas    | 41019    | Roseburg      | 13 296,56                    | 103 205          | 1852           |                    |
| Gilliam    | 41021    | Condon        | 3167,14                      | 1645             | 1885           |                    |
| Grant      | 41023    | Canyon City   | 11 730,88                    | 6795             | 1864           |                    |
| Harney     | 41025    | Burns         | 26 486,48                    | 6756             | 1889           |                    |
| Hood River | 41027    | Hood River    | 1381,91                      | 21 883           | 1908           |                    |
| Jackson    | FIPS     | Medford       | 7256,55                      | 201 286          | 1852           |                    |
| Jefferson  | 41031    | Madras        | 4639,11                      | 19 959           | 1914           |                    |
| Josephine  | 41033    | Grants Pass   | 4251,8                       | 81 026           | 1856           |                    |
| Klamath    | 41035    | Klamath Falls | 15891,52                     | 66 247           | 1882           |                    |
| Lake       | 41037    | Lakeview      | 21 648,34                    | 7089             | 1874           |                    |
| Lane       | 41039    | Eugene        | 12 229,38                    | 351 109          | 1851           |                    |
| Lincoln    | 41041    | Newport       | 3091,9                       | 46 293           | 1893           |                    |
| Linn       | 41043    | Albany        | 5983,26                      | 116 584          | 1847           |                    |
| Malheur    | 41045    | Vale          | 25 718,55                    | 30 745           | 1887           |                    |
| Marion     | 41047    | Salem         | 3092,78                      | 317 981          | 1843           |                    |
| Morrow     | 41049    | Heppner       | 5305,67                      | 11 533           | 1885           |                    |
| Multnomah  | 41051    | Portland      | 1206,03                      | 726 855          | 1854           |                    |
| Polk       | 41053    | Dallas        | 1927,34                      | 78 122           | 1845           |                    |
| Sherman    | 41055    | Moro          | 2152,8                       | 1711             | 1889           |                    |
| Tillamook  | 41057    | Tillamook     | 3451,88                      | 24 889           | 1853           |                    |
| Umatilla   | 41059    | Pendleton     | 8368,9                       | 73 347           | 1862           |                    |
| Union      | 41061    | La Grande     | 5279,82                      | 25 038           | 1864           |                    |
| Wallowa    | 41063    | Enterprise    | 8162,84                      | 6889             | 1887           |                    |
| Wasco      | 41065    | The Dalles    | 6203,85                      | 24 149           | 1854           |                    |
| Washington | 41067    | Hillsboro     | 1881,32                      | 537 318          | 1843           |                    |
| Wheeler    | 41069    | Fossil        | 4443,02                      | 1363             | 1899           |                    |
| Yamhill    | 41071    | McMinnville   | 1860,54                      | 99 037           | 1843           |                    |